# Софрачан
Софрачан (на албански: Sofraçan или Sofraçani) е село в Албания, в община Булкиза (Булчица), административна област Дебър.

## География
Селото е разположено в областта Грика Маде.

## История

### В Османската империя
Според статистиката на Васил Кънчов („Македония. Етнография и статистика“) Софърчанъ е част от Грика Маде (Голема Река) и в него живеят 190 души арнаути мохамедани.
На Етнографската карта на Битолския вилает на Картографския институт в София от 1901 година Согричан е чисто албанско село в Дебърската каза на Дебърския санджак с 35 къщи.

### В Албания
След Балканската война в 1912 година селото попада в Албания.
В 1915 година, по време на Първата световна война, селото е анексирано от Царство България. Към 1 март 1916 година Софричане е част от Горицката община на българската Дебърска околия.
До 2015 година е част от община Зерчан.